# HS Olimpija Ljubljana
HS Olimpija je slovenski klub hokeja na ledu iz Ljubljane. Klub je osnovan godine 2004. kao razvojna ekipa u Slohokej Ligi.